# خربة عربين (فلسطين)
خربة عربين أو إيريبين، كانت قرية عربية فلسطينية في الجليل الأعلى، تقع على بعد 23 كم (14 ميل) شمال شرق مدينة عكا. بلغت مساحة أراضيها المبنية أكثر من 2000 دونماً، وعدد سكانها 360 عربياً مسلماً في 1945.

## موقعها
كانت القرية تقع على الضفة الشمالية لوادي كركرة، على بعد حوالي كيلومتر واحد إلى الجنوب من الحدود اللبنانية، وتطل على البحر المتوسط غرباً.

## تاريخها
أُعيد استخدام كنيسة بيزنطية ذات ثلاثة ممرات (من القرن السادس أو السابع الميلادي) كمنزل قروي.

### العصر العثماني
فحص فيكتور غيرن المكان في 1875، ووصفه قائلاً: «وتمتد الخربة التي تحمل هذا الاسم على جوانب تل وقمته، ويحدها من الجنوب وادي كركرة العميق. كانت المدرجات، التي رتبتها ذات يوم يد بشرية، وأصبحت اليوم تكسوها أشجار كثيفة، مغطاة سابقاً بمنازل سكنية تراكمت أطلالها في التربة. لا تزال أسس بعضها مرئية. لقد كانت صغيرة الحجم، ولكنها مبنية بإتقان، وتحتوي على حجارة منتظمة ذات أبعاد معقولة. وعلى إحدى الأبواب، الذي لا يزال قائماً، نلاحظ صليباً وأذرع متساوية موضوعة في مكانها، بالإضافة إلى ذلك، وإلى جانب ذلك، فإن أطلال بناء يبلغ طوله 26 خطوة من الغرب إلى الشرق، و20 خطوة من الشمال إلى الجنوب، تستحق اهتماماً خاصاً. وقد بُني بالحجارة المقطوعة بعناية فائقة ودون أسمنت. وقد اخترقت هذه الأبواب الواجهة الجنوبية. أُقيم باب آخر، وهو الوحيد في هذه الجهة، في منتصف الواجهة الغربية؛ وعتبه متناثر على الأرض. وفي الشرق كان هناك حنية، مدخلها في نفس مكانها. وبداخل الكنيسة القديمة عدة أعمدة متجانسة نصفها تخفيها الشجيرات. ويبلغ طولها 2.50 م، وقطرها 35 سم. وتيجان الأعمدة والقواعد مفقودة، أو لم تعد مرئية على أية حال. بجانب هذا المبنى يوجد ما يشبه مخزناً تحت الأرض مقوساً بالحجر قوساً دائرياً. وهو مطمور جزئياً. وعلى سفح التل يمكن التعرف على أطلال بلدة. على مقربة خطوات.»

### فترة الانتداب البريطاني
بلغ عدد سكان القرية (بما في ذلك عرب العرامشة وجردية وخربة إدمث) 360 نسمة من المسلمين في تعداد 1945. وخُصص ما مجموعه 2,637 دونماً من أراضي القرية لزراعة الحبوب، و16 دونماً للري أو زراعة البساتين.

## حرب 1948 وما بعدها
احتل لواء عوديد الإسرائيلي القرية في 31 أكتوبر 1948، خلال عملية حيرام خلال الحرب العربية الإسرائيلية في 1948.
وضُمت المنطقة إلى دولة إسرائيل في أعقاب الحرب. تأسس كيبوتس أدميت في 1958 على أراض القرية، إلى الغرب من موقعها. وصف المؤرخ الفلسطيني وليد الخالدي موقع القرية في 1992 قائلاً: «تغطي الموقع أنقاض المنازل، كما يوجد به عدد من الآبار والكهوف. وتقع بقايا حظائر الحيوانات على بعد حوالي كم واحد (1 ميل)، وعلى بعد حوالي 4 كم (2 ميل) إلى الشرق يوجد أنقاض المنازل التي يستخدمها عرب القليطات.»
فحص بيترسن المكان في 1991، ووجد أن أطلال القرية تتألف من عدة منازل مستطيلة الشكل ومتباعدة كثيراً، وبارتفاع طابق واحد. كانت معظم المنازل مبنية من حجارة خشنة مجففة، ولكن مع وجود آثار لأبنية قديمة في بعض الأماكن. وكانت الأسطح مسطحة، من الطين فوق عروق قصيرة، ترتكز على أقواس عرضية.

## القرية اليوم
تغطي أنقاض المنازل موقع القرية وفي الموقع أيضاً عدد من الآبار والكهوف. وتقع بقايا زرائب الحيوانات على بعد نحو كيلومتر شرقاً. وثمة على بعد نحو أربعة كيلومترات بقايا المنازل المدمرة التي كان عرب القليطات يستخدمونها.

## المستعمرات الصهيونية على أراضي القرية
تأسست مستعمرة أدميت في 1958، على الأراضي الواقعة إلى الغرب من موقع القرية. كما تأسست مستعمرة عورن في 1950، على الأراضي الواقعة إلى الجنوب من موقع القرية وبالقرب منها.